# Ivo Zobec
Ivo Zobec, slovenski agronom in srednješolski profesor, * 11. marec 1897, Prigorica, † 5. december 1990, Maribor.

## Življenje in delo
Ljudsko šolo je obiskoval v Dolenji vasi pri Ribnici in Novem mestu, tu tudi gimnazijo (1909–17). Na zemljedelski visoki šoli v Pragi (Agronomska fakulteta) je študiral agronomijo in 1923 diplomiral ter istočasno na prirodoslovni fakulteti Karlove univerze poslušal še naravoslovne predmete. Leta 1926 je v Beogradu opravil strokovni profesorski izpit iz biologije, kemije in fizike. Kratek čas po diplomi je delal na semenski postaji  državnega veleposestva Belje (Vojvodina), 1923–30 poučeval na gimnaziji v Novem mestu in 1928–30 še honorarno na kmetijski šoli na Grmu (Novo mesto), 1930–41 na gimnaziji v Murski Soboti (1935 in 1937–41 bil tam tudi ravnatelj), med vojno tu konfiniran in nezaposlen. Po vojni nekaj časa delal kot član komisije za ljudsko premoženje za Prekmurje, od 1945–51 poučeval na gimnaziji v Brežicah (1945–46 tudi v.d. ravnatelja), od 1951–65 na učiteljišču in gimnaziji v Novem mestu in 1965 stopil v pokoj. 
Objavil je več učbenikov kemije za srednje šole ter več strokovnih člankov o pedagoških vprašanjih (članke o pedagoški izobrazbi, šolski disciplini, osebnosti srednje šolskega profesorja in druge).
Po njem se danes imenuje ulica v Novem mestu.